# Martinengo
Martinengo (lombardul: Martinènch) település Olaszországban, Lombardia régióban, Bergamo megyében. Lakosainak száma 10 731 fő (2023. január 1.). Martinengo Ghisalba, Cortenuova, Palosco, Cividate al Piano, Cologno al Serio, Morengo, Mornico al Serio és Romano di Lombardia községekkel határos.

## Népesség
A település lakossága az elmúlt években az alábbi módon változott:
| Lakosok száma | 10 524 | 10 560 | 10 731 |
|               | 2017   | 2018   | 2023   |